# Maximilian Anton von Thurn und Taxis

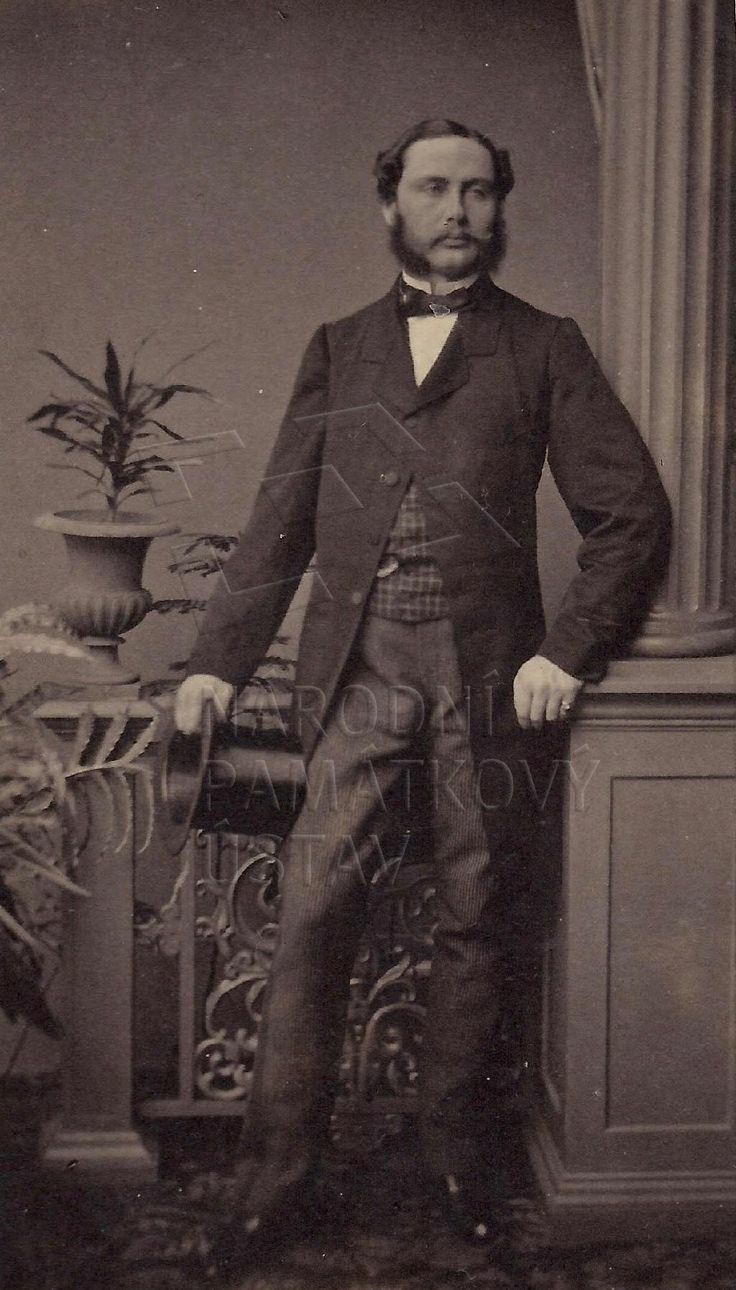
Maximilian von Thurn und Taxis

Maximilian Anton Lamoral von Thurn und Taxis (* 28. September 1831 in Regensburg; † 26. Juni 1867 ebenda) war der designierte Erbprinz von Thurn und Taxis, starb aber schon zu Lebzeiten seines Vaters Maximilian Karl († 10. November 1871).

## Leben
Maximilian Anton war ein Sohn von Fürst Maximilian Karl von Thurn und Taxis und dessen Ehefrau Baronesse Wilhelmine von Dörnberg.
Er heiratete am 24. August 1858 die Herzogin Helene in Bayern, Tochter von Herzog Maximilian Joseph in Bayern und Prinzessin Ludovika Wilhelmine von Bayern, in Possenhofen. Helene war die älteste Schwester der Kaiserin Elisabeth von Österreich. Als Wohnort des Paares sollte die palaisartige, barocke Vierflügelanlage an der nördlichen Ostseite des Bismarckplatzes am Eingang zur Gesandtenstraße dienen, die der Abt des Klosters Prüfening 1701 als Absteige und Gästehaus für das Kloster hatte erbauen lassen. Das Gebäude war 1815 vom fürstlich Thurn und Taxischen Bibliotheksdirektor Graf Alexander von Westerholt erworben worden, gelangte 1844 von dessen Erben an den Freiherren Ludwig Carl August Reichlin von Meldegg und kam 1862 wieder in den Besitz des Hauses von Thurn und Taxis. Als Wohnhaus des frisch vermählten Paares bürgerte sich in Regensburg für das Palais dann die Bezeichnung Erbprinzenpalais ein.

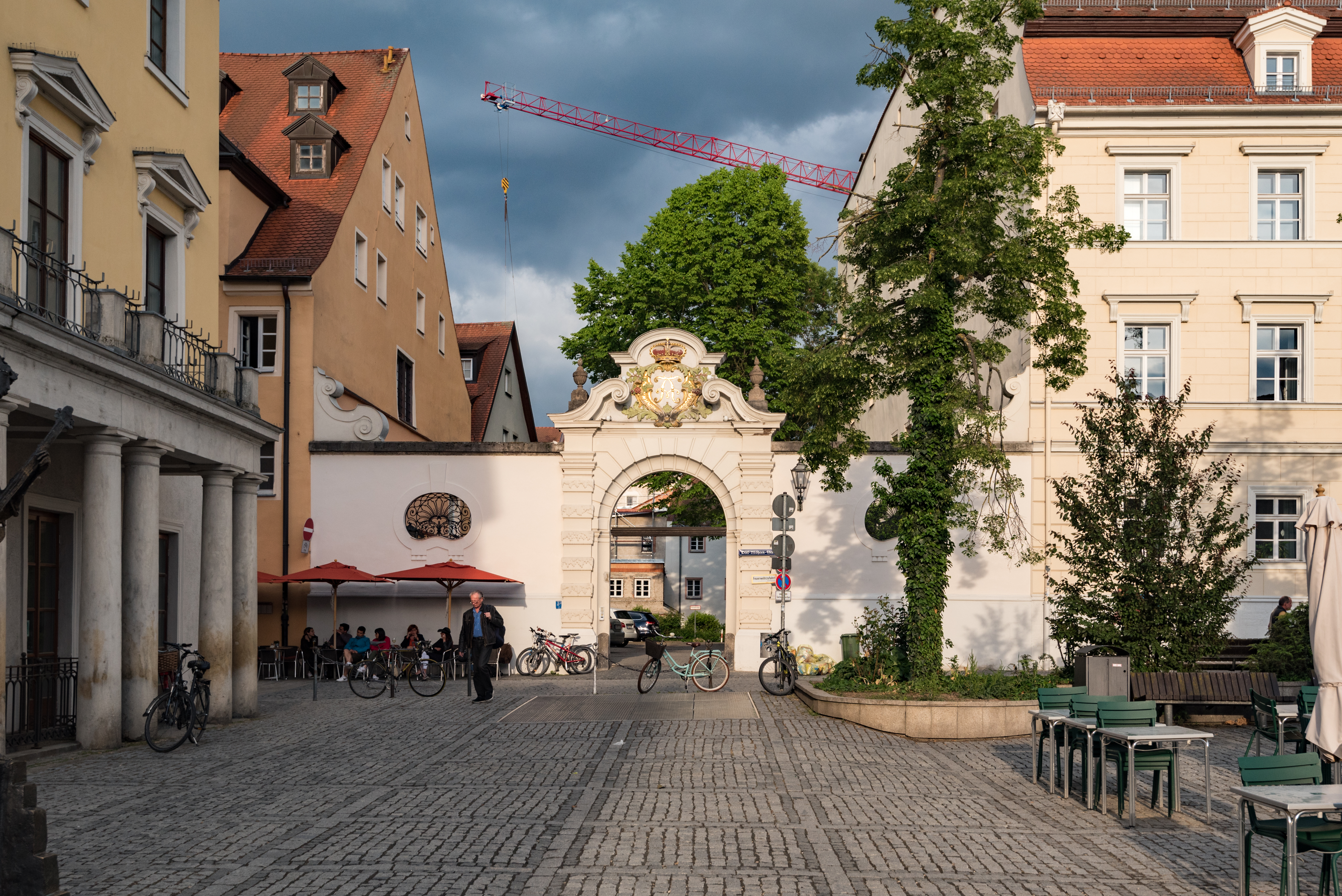
Bismarckplatz, Eingang ehemaliges Erbprinzenpalais links Fassade Theater

Maximilian starb am 26. Juni des Jahres 1867 im Alter von 35 Jahren in Regensburg an einer Lungenlähmung und wurde in der Gruftkapelle des Schlosses Sankt Emmeram beigesetzt. Bedingt durch seinen frühen Tod wurde sein neunjähriger Sohn Maximilian Maria 1871 unter Überspringen einer Generation Erbnachfolger. Seine Witwe Helene übernahm bis 1883 die Vormundschaft für ihren Sohn und bewohnte weiterhin das Erbprinzenpalais. Nach dem Tod ihres Schwiegervaters Maximilian Karl bezog auch dessen Witwe und 2. Ehefrau Mathilde Sophie das stattliche Gebäude.
König Ludwig II. schrieb in einem persönlichen Kondolenzbrief an Fürst Maximilian Karl:

„Ich fühle mit euer Liebden den tiefen und gerechten Schmerz, welche dieselben und die gesamte Taxis’sche Familie empfindet und ermesse sehr wohl, welch eine Fülle von Hoffnungen mit dem theuren Leben des dahingeschiedenen erloschen ist.“

## Nachkommen
Maximilian Anton von Thurn und Taxis und Helene in Bayern hatten vier Kinder: 
- Louise (1859–1948) – verheiratet mit Friedrich von Hohenzollern-Sigmaringen
- Elisabeth (1860–1881) – verheiratet mit Herzog Michael von Braganza
- Maximilian Maria (1862–1885) – unverheiratet
- Albert (1867–1952) – verheiratet mit Erzherzogin Margarethe Klementine von Österreich.